# Joachim Meisner

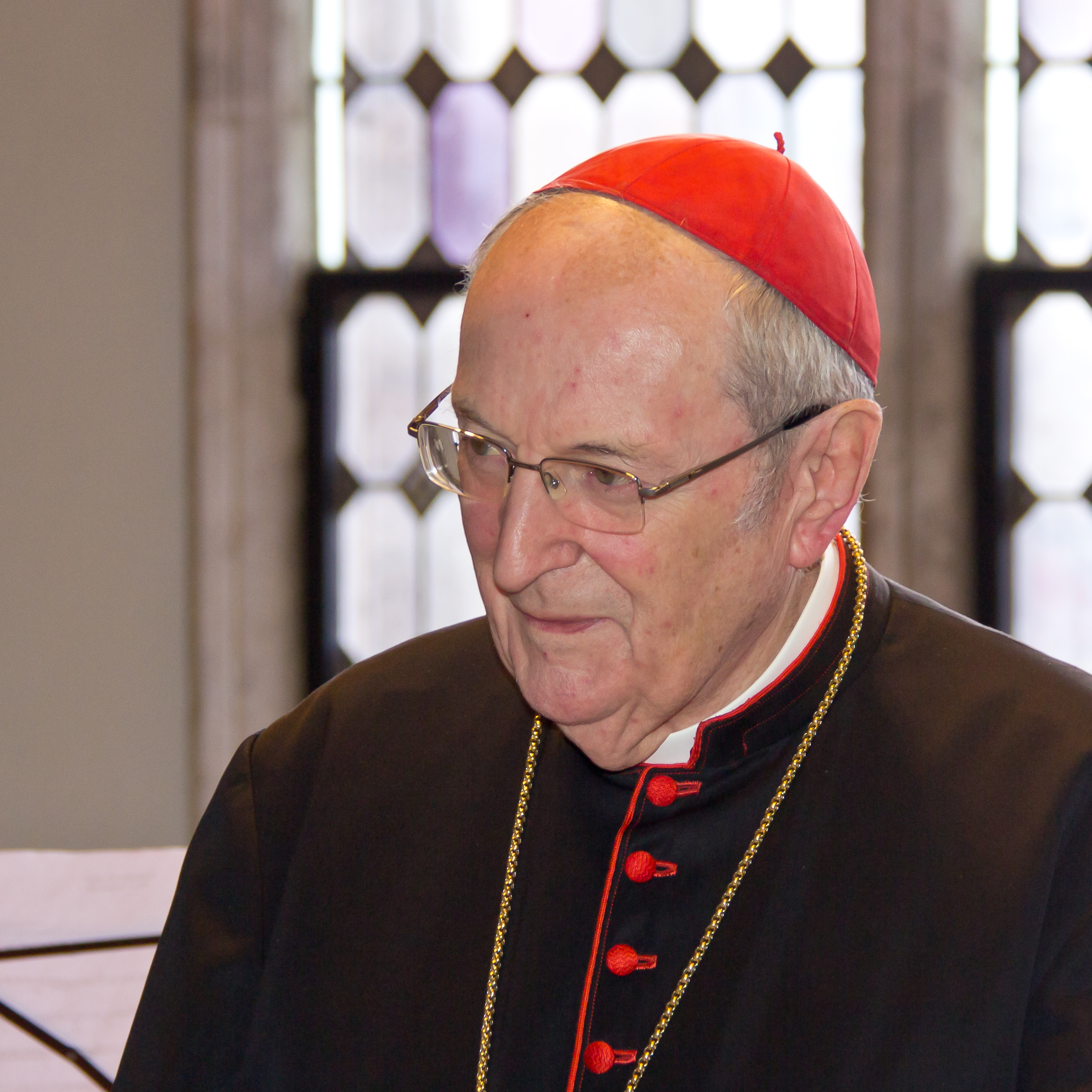
Joachim Kardinal Meisner (2014)

Wappen von Kardinal Meisner als Erzbischof von Köln

Joachim Kardinal Meisner (* 25. Dezember 1933 in Breslau, Niederschlesien; † 5. Juli 2017 in Bad Füssing, Niederbayern) war ein deutscher Theologe und Erzbischof der römisch-katholischen Kirche.
Er war von 1980 bis 1989 Bischof von Berlin und von 1982 bis 1989 Vorsitzender der Berliner Bischofskonferenz. 1983 wurde er Kardinal. Von 1989 bis 2014 war Meisner Erzbischof von Köln und Metropolit der Kirchenprovinz Köln.

## Leben

### Herkunft und frühe Laufbahn
Joachim Meisner wurde im Breslauer Stadtteil Deutsch Lissa (heute poln. Leśnica) geboren und in der dortigen St.-Hedwigs-Kirche getauft. Er wuchs mit drei Brüdern in einem stark katholisch geprägten Umfeld auf.
Nach der Vertreibung 1945 aus Schlesien und dem Tod seines Vaters im selben Jahr lebte Meisner im thüringischen Körner. Nach einer Lehre als Bankkaufmann trat Meisner 1953 ins Seminar für Spätberufene Norbertinum in Magdeburg ein und holte hier zunächst das Abitur nach. Von 1959 bis 1962 studierte er Philosophie und Theologie in Erfurt und wurde dort am 8. April 1962 zum Diakon und am 22. Dezember 1962 durch den damaligen Fuldaer Weihbischof Joseph Freusberg zum Priester geweiht. Er war Kaplan in Heiligenstadt und Erfurt, danach Rektor des Erfurter Caritasverbandes.
1969 wurde er von der Päpstlichen Universität Gregoriana in Rom zum Dr. theol. promoviert.

### Weihbischof in Erfurt

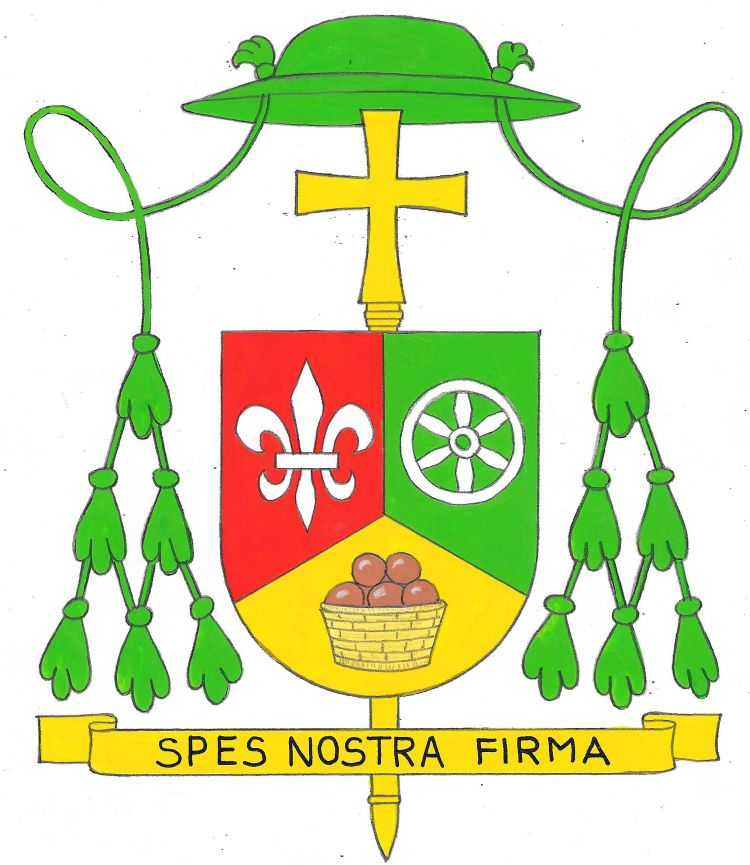
Wappen als Weihbischof in Erfurt

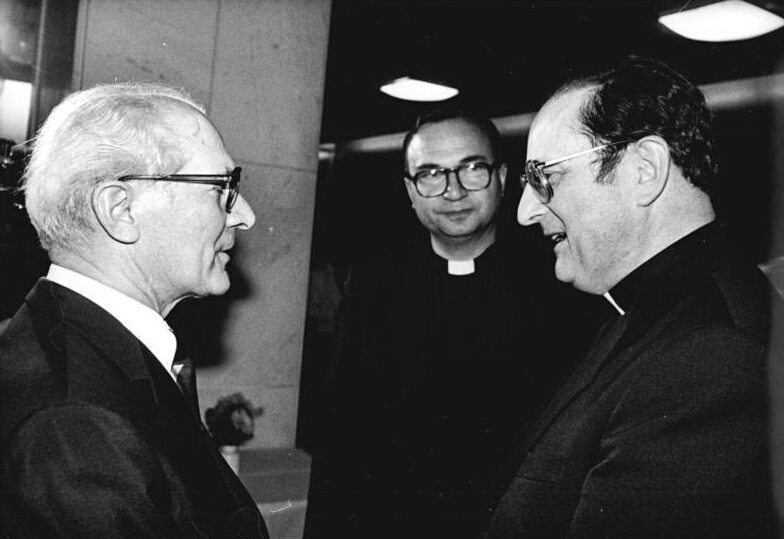
Bischof Joachim Meisner (rechts) mit dem DDR-Staatsratsvorsitzenden Erich Honecker, 1987

Am 17. März 1975 wurde er zum Titularbischof von Vina und Weihbischof des Bischöflichen Amtes Erfurt-Meiningen ernannt und am 17. Mai 1975 vom Apostolischen Administrator von Erfurt Hugo Aufderbeck zum Bischof geweiht. Mitkonsekratoren waren die Bischöfe Johannes Braun und Georg Weinhold. Meisners Wahlspruch lautete Spes nostra firma est pro vobis („Unsere Hoffnung für euch steht fest“, nach der Erhebung zum Kardinal auf Spes nostra firma verkürzt) und entstammt dem 2. Korintherbrief (2 Kor 1,7 ).
Zum Bischöflichen Amt gehörte unter anderem das Eichsfeld, das eine katholische Enklave innerhalb der traditionell protestantisch und seit DDR-Zeiten atheistisch geprägten Glaubenslandschaft ist. Dort fand Meisner ein ähnlich intensives katholisches Gemeindeleben wie in seiner schlesischen Heimat vor.

### Bischof von Berlin

Wappen als Bischof von Berlin

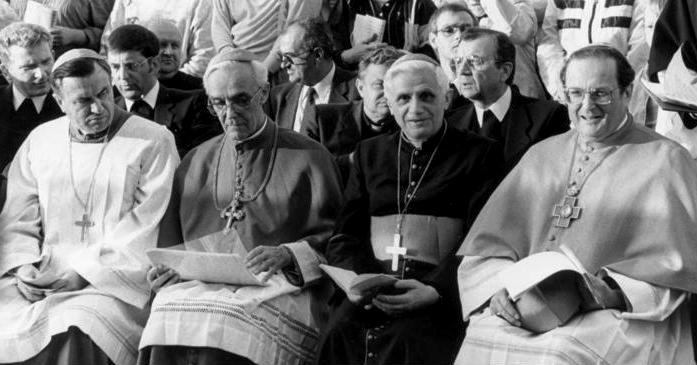
Joachim Meisner, rechts, mit (v.l.) Bischof Karl Lehmann, Bischof Gerhard Schaffran und dem Kardinal Joseph Ratzinger auf dem Dresdner Katholikentreffen 1987

Am 22. April 1980 ernannte ihn Papst Johannes Paul II., den er seit Jahren persönlich kannte, zum Bischof von Berlin. In dieses Amt wurde er am 17. Mai 1980 eingeführt. Das Bistum Berlin mit seinen Ost- und Westteilen galt in der Zeit der Deutschen Teilung als eines der kirchenpolitisch schwierigsten europäischen Bistümer. 1984 weihte Bischof Meisner den in Berlin neu errichteten Karmel Regina Martyrum.
Von 1982 bis 1989 stand Meisner der Berliner Bischofskonferenz vor. In dieser Funktion organisierte Meisner im Jahre 1987 das erste und einzige DDR-weite Katholikentreffen, das mit über 100.000 Teilnehmern (bei weniger als 800.000 Katholiken in der DDR) ein großer Erfolg war. Beim Abschlussgottesdienst sagte Meisner mit Anspielung auf die allgegenwärtigen Sowjetsterne (in Anwesenheit der staatlichen Vertreter), dass „...die Christen in unserem Land keinem anderen Stern folgen möchten ... als dem von Betlehem.“
Am 2. Februar 1983 nahm ihn Johannes Paul II. als Kardinalpriester mit der Titelkirche Santa Pudenziana in das Kardinalskollegium auf.

### Erzbischof von Köln

#### Kontroverse um die Ernennung

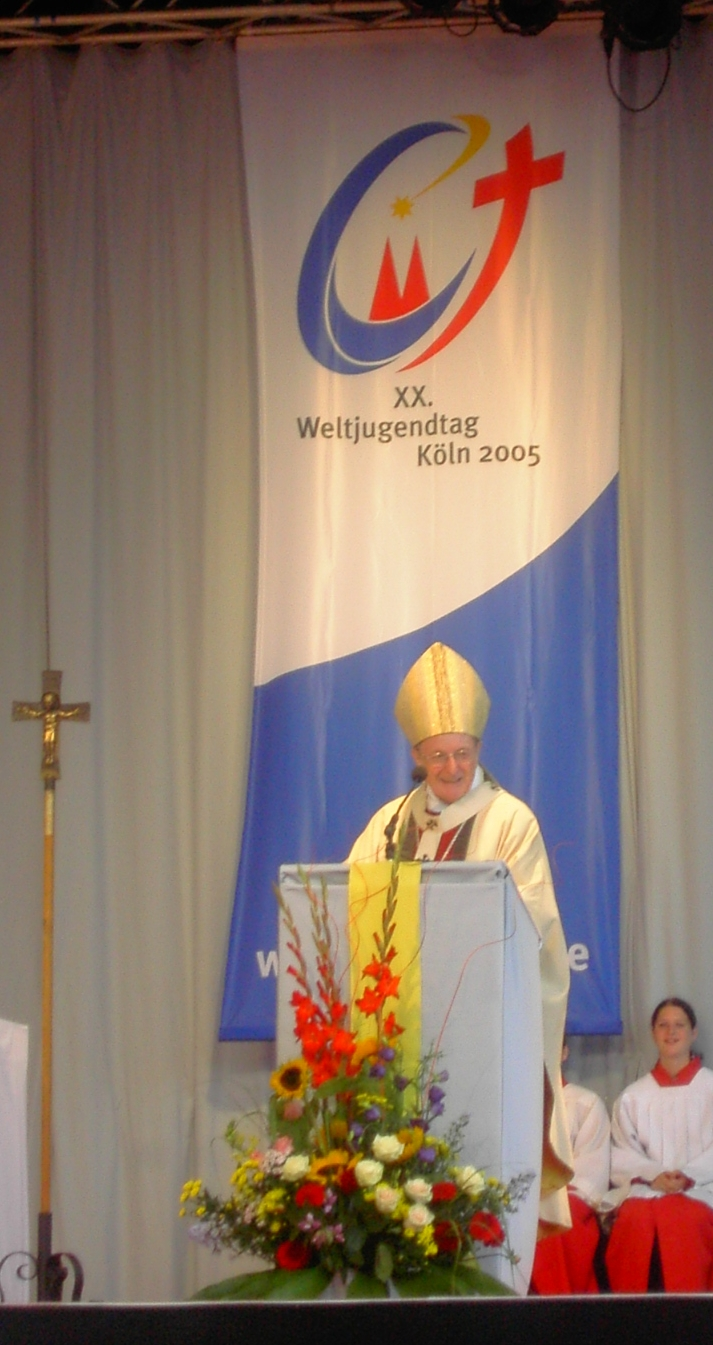
Kardinal Meisner beim Weltjugendtag 2005

Nach dem Tod Joseph Kardinal Höffners im Jahr 1987 war das Amt des Kölner Erzbischofs neu zu besetzen. Traditionell besitzt das Kölner Domkapitel seit dem Jahr 1200 das Recht zur Wahl des Erzbischofs. Gemäß dem Staatskirchenvertrag zwischen dem Heiligen Stuhl und dem Freistaat Preußen aus dem Jahr 1929 hat das Kapitel eine Liste von „kanonisch geeigneten Kandidaten“ bei der Bischofskongregation in Rom einzureichen, um auf diese Weise die Mitsprache der römischen Kurie und des Papstes sicherzustellen. Ebenso können die Bischöfe auf dem Gebiet des ehemaligen Preußen Vorschläge nach Rom schicken.
Gemäß den Bestimmungen des preußischen Konkordates stellt der Papst „unter Würdigung dieser Listen“ einen Dreiervorschlag (Terna) zusammen, aus dem dann das Domkapitel einen Kandidaten zu wählen hat. Freilich ist der Papst danach nicht an die eingereichten Vorschläge gebunden. Aufgrund des Dreiervorschlages aus Rom gelang dem Kölner Domkapitel keine Einigung, da nach den Statuten des Kölner Domkapitels eine absolute Mehrheit der Mitglieder des Kapitels für einen neuen Erzbischof stimmen musste. Nachdem Dompropst Bernard Henrichs dem päpstlichen Nuntius die nicht erfolgte Wahl mitgeteilt hatte, stellte sich Rom auf den Standpunkt des im Kirchenrecht vorgesehenen Devolutionsrechts, das besagt, dass die Entscheidung an die nächsthöhere Ebene fällt, wenn eine untere Ebene zu keiner Entscheidung kommt.
Diesen Standpunkt vertrat der Heilige Stuhl auch gegenüber den Konkordatspartnern, den Ländern Nordrhein-Westfalen und Rheinland-Pfalz. Die Ministerpräsidenten Johannes Rau und Bernhard Vogel waren dagegen der Auffassung, dass das Preußen-Konkordat zwingend eine Wahl vorschreibe und dass der völkerrechtliche Vertrag Vorrang vor dem kirchlichen Eigenrecht habe. Erst auf Druck der Ministerpräsidenten lenkte der Vatikan ein und ließ das Kapitel neuerlich wählen.
Dazu änderte Papst Johannes Paul II. die Kölner Wahlordnung gemäß den Regeln des allgemeinen Kirchenrechts, wonach im dritten Wahlgang nur noch eine relative Mehrheit der Stimmen erforderlich war. Mit sechs Ja-Stimmen bei zehn Enthaltungen wurde Meisner schließlich gewählt und am 20. Dezember 1988 vom Papst zum Erzbischof von Köln ernannt. Am 12. Februar 1989 wurde er in sein neues Amt eingeführt.
Theologen aus ganz Deutschland protestierten gegen das Vorgehen des Papstes; unter anderem mit der Kölner Erklärung „Wider die Entmündigung – für eine offene Katholizität“. Daneben wurde in katholischen Kreisen Kölns kritisiert, Meisner passe nicht in das traditionell liberale Klima des sogenannten „rheinischen Katholizismus“ und habe eine für die Kölner Ortskirche zu fremde Mentalität.

#### Weltjugendtag und Papstbesuch
Ein wichtiges Ereignis in seiner Amtszeit als Erzbischof von Köln war Meisners Rolle als Gastgeber des 20. katholischen Weltjugendtags. Nachdem er mit Papst Johannes Paul II. seit 1997 im Gespräch über Köln als Weltjugendtagsstadt war, war es schließlich, als es nach mehrfachen Verschiebungen 2005 zur Realisierung kam, zu spät für Johannes Paul II., der im April 2005 verstorben war. Papst Benedikt XVI. sagte jedoch schon kurz nach seiner Wahl sein Kommen zu.
Kardinal Meisner nahm am Konklave 2005 teil, in dem Benedikt XVI. gewählt wurde, und am Konklave 2013, in dem Franziskus gewählt wurde.

#### Rücktritt und Ruhestand
Nachdem sein altersbedingtes Rücktrittsgesuch im November 2008, das er dem kanonischen Recht entsprechend bei Erreichen des 75. Lebensjahres dem Papst angeboten hatte, von Benedikt XVI. abgelehnt worden war, erneuerte Meisner das Rücktrittsgesuch zu seinem 80. Geburtstag. Papst Franziskus nahm dieses am 28. Februar 2014 an. Damit wurde Meisner, der 25 Jahre Erzbischof von Köln war, emeritiert. Nach eigenen Angaben wollte Meisner weiterhin in Köln wohnen und in der Seelsorge für alte Priester und Ordensschwestern wirken.
Mit einer festlichen Messe im Kölner Dom wurde Kardinal Meisner am 9. März 2014 als Erzbischof von Köln in den Ruhestand verabschiedet. Dem Gottesdienst wohnten zahlreiche Persönlichkeiten des kirchlichen und politischen Lebens bei. Darunter waren unter anderem die Kardinäle Reinhard Marx, Stanisław Dziwisz und der Apostolische Nuntius, Erzbischof Nikola Eterović. Die Evangelische Kirche in Deutschland wurde durch den Ratsvorsitzenden Nikolaus Schneider repräsentiert. Weiter war Ministerpräsidentin Hannelore Kraft anwesend. Meisner lebte zuletzt in der Kölner Innenstadt.

### Tod und Beisetzung
Joachim Meisner starb am 5. Juli 2017 während einer Urlaubsreise im niederbayerischen Bad Füssing. Nach der Aufbahrung in der Kölner Basilika St. Gereon wurde der Leichnam am 15. Juli in einer Prozession zum Kölner Dom überführt, wo Rainer Maria Kardinal Woelki in Konzelebration mit dem Apostolischen Nuntius Erzbischof Nikola Eterović, dem Vorsitzenden der Deutschen Bischofskonferenz, Reinhard Kardinal Marx, sowie anderen hochrangigen Geistlichen die Exequien leitete. Die Predigt hielt Erzbischof Kardinal Péter Erdő aus Budapest. Der Nuntius verlas eine Botschaft von Papst Franziskus; außerdem trug Erzbischof Georg Gänswein eine Würdigung des emeritierten Papstes Benedikt XVI. vor. Zum Abschluss der Feier wurde der Sarg zum Hochchor getragen und von dort durch eine Öffnung in die Bischofsgruft hinabgelassen, wo Joachim Meisner in einer Nische neben Kardinal Frings beigesetzt wurde. Bei seiner Beisetzung war auch die Feministin Alice Schwarzer anwesend, die in einem Interview mit dem katholischen Fernsehsender EWTN von ihrer Freundschaft mit Meisner berichtete.
- Prozession von St. Gereon aus …

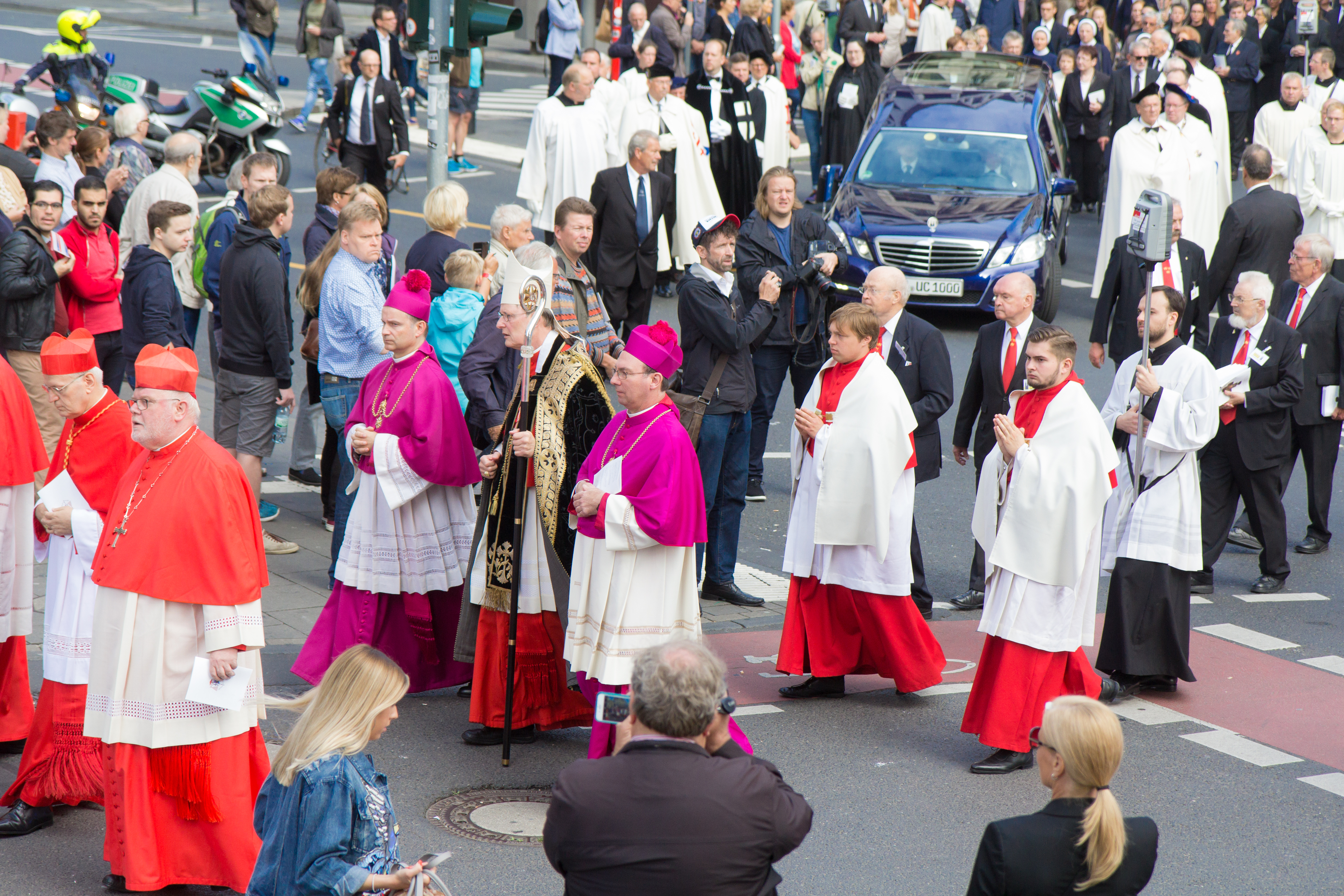
… zum Kölner Dom
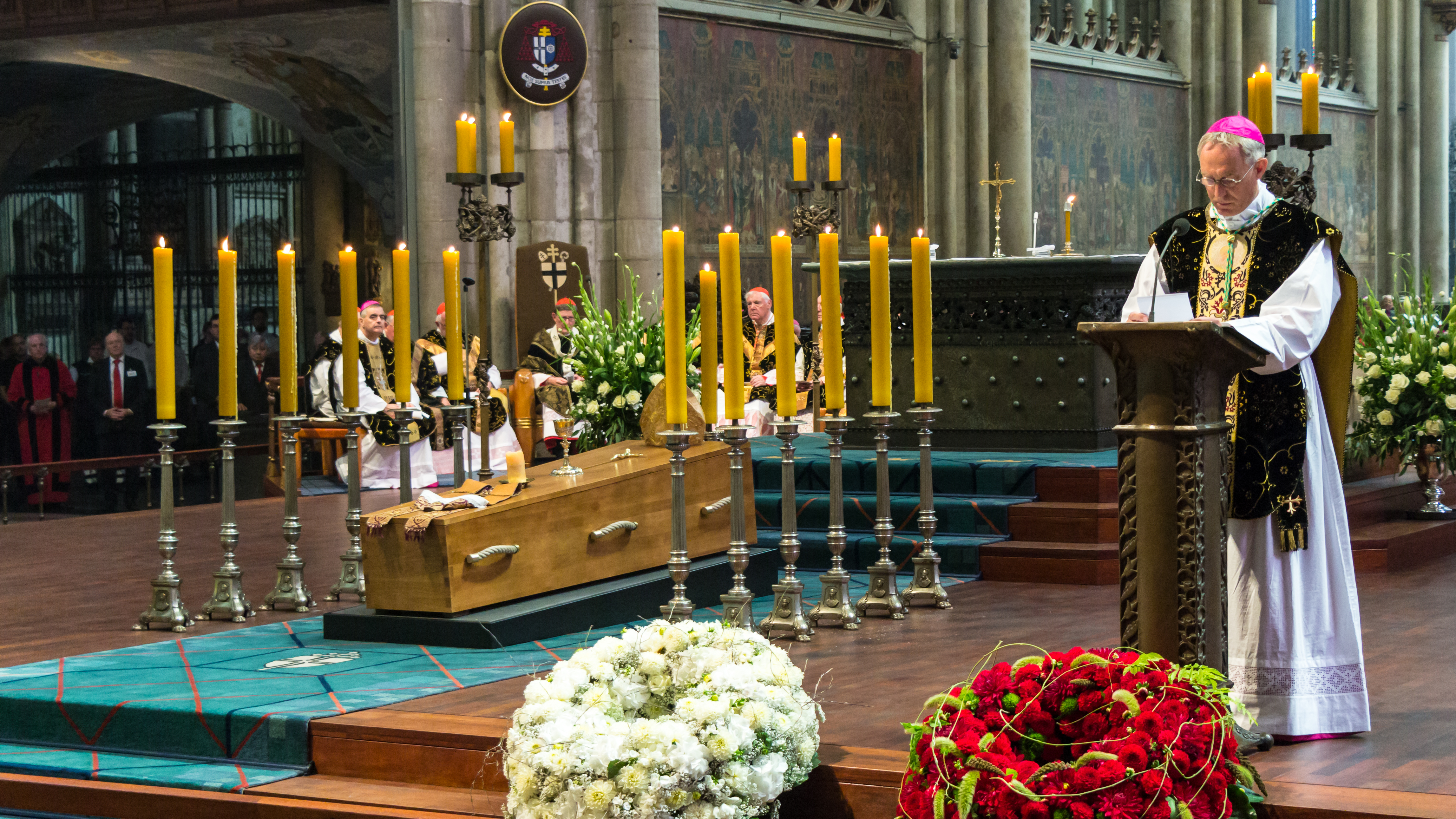
Exequien im Dom

### Nachlass
Meisners Kardinalsring und sein privater barocker Messkelch, der während der Beisetzungsfeierlichkeiten auf dem Sarg gestanden hatte, wurden im Mai 2018 dem Dompropst der Berliner St. Hedwigs-Kathedrale übergeben.

## Wirken

### Theologische und politische Positionen Meisners und Kritik daran
Für seine theologischen und politischen Positionen bzw. wie er sie vortrug wurde Meisner von einigen Politikern und Journalisten kritisiert. So bezeichneten ihn der Kölner Bundestagsabgeordnete Volker Beck (Grüne) und der Kölner Stadtrat Claus Ludwig (Linke) als Hassprediger bzw. sagten, er betätige sich als ein solcher.
Hiergegen erließ das Landgericht Köln auf Antrag des Erzbistums eine Einstweilige Verfügung. Beck erhob negative Feststellungsklage vor dem Landgericht Berlin. Das Verfahren endete mit einer außergerichtlichen Einigung der beiden Parteien.

#### Ökumene und interreligiöser Dialog
Im Jahr 2003 veröffentlichte die Deutsche Bischofskonferenz ihre „Leitlinien für multireligiöse Feiern von Christen, Juden und Muslimen“. 2006 gab Kardinal Meisner eine Richtlinie heraus, die die Durchführung solcher Feiern an den katholischen Schulen mit der Begründung verbot, dass das Gottesbild der nichtchristlichen Religionen nicht identisch mit dem trinitarischen Gottesverständnis sei. Multireligiöse Feiern von Schülern seien daher aufgrund des noch nicht vollständig entfalteten Glaubens von Jugendlichen nicht angebracht. Meisner wurde seinerzeit für dieses Vorgehen kritisiert; der Hamburger Weihbischof Jaschke stellte klar, dass Meisner nicht gegen die Leitlinien der Bischofskonferenz verstieß. Titel und Inhalt der Leitlinien wurden einer Revision unterzogen.
Im Streit um den Bau einer Großmoschee in Köln-Ehrenfeld hat Kardinal Meisner Verständnis für die Pläne der Muslime geäußert. Aus traditioneller islamischer Sicht seien auch Versuche, der Scharia graduell immer mehr Raum in unseren Breiten zu verschaffen, legitim und verständlich; dem müsste eine demokratische Gesellschaft jedoch entgegentreten. Er hielt es für unmöglich, dass Muslime gemeinsame Veranstaltungen mit Christen in deren Kirchen abhalten. Der Test für die Glaubwürdigkeit der DİTİB, welche die Großmoschee in Köln baut, sei die Reaktion in der Türkei: Ob dort nun kleinere Kirchenbauten genehmigt werden und ob Türken in der Türkei die Religionsfreiheit von Christen dort verteidigen.
Scharf kritisierte Meisner den ökumenischen Kirchentag 2003 in Berlin, da von ihm aus ein „großer Desorientierungs- und Verwirrungsschub“ ausgegangen sei.

#### Familie und Sexualität
Meisner kritisierte mehrfach in drastischer Sprache die Gleichstellung eingetragener Lebenspartnerschaften mit der heterosexuellen Ehe.  Dafür wurde er vielfach kritisiert. In einem Beitrag für die Frankfurter Allgemeine Zeitung vom 1. August 2009 sprach er sich gegen ein Adoptionsrecht für homosexuelle Paare aus.
Im März 2007 kritisierte Meisner (wie zuvor der damalige Augsburger Bischof Walter Mixa) die Familienpolitik der Bundesregierung (Kabinett Merkel I; Familienministerin war Ursula von der Leyen) als „Scheckbuchpolitik“ und forderte einen Mentalitätswandel. Er erwähnte hierbei, dass die Geburtenrate in den neuen Bundesländern niedriger war, obwohl dort deutlich mehr Krippenplätze zur Verfügung stünden als in den alten Bundesländern.

Zur Dreikönigspredigt am 6. Januar 2005 deutete Meisner eine Parallele zwischen Schwangerschaftsabbruch und dem Holocaust am jüdischen Volk an: 

„Es ist bezeichnend: Wo der Mensch sich nicht relativieren und eingrenzen lässt, dort verfehlt er sich immer am Leben: zuerst Herodes, der die Kinder von Bethlehem umbringen lässt, dann unter anderem Hitler und Stalin, die Millionen Menschen vernichten ließen, und heute, in unserer Zeit, werden ungeborene Kinder millionenfach umgebracht. Abtreibung und Euthanasie heißen die Folgen dieses anmaßenden Aufbegehrens gegenüber Gott. Das sind nicht soziale Probleme, sondern theologische. Hier kommt das erste Gebot ins Spiel: ‚Du sollst keine fremden Götter neben mir haben‘, d. h. du sollst dich nicht selbst zum Gott machen, der sich Verfügungsrecht über seinen eigenen Leib und über das Leben anderer anmaßt. ‚Das Licht leuchtet in die Finsternis‘ (Joh 1,5), das ist kein harmloses Geschehen. Entweder nehme ich es auf, dann gehe ich erleuchteter durch die Welt oder ich verschließe mich ihm und werde noch dunkler als bisher.“

Meisner wurde nach der Ansprache vorgeworfen, er verharmlose den Holocaust. Er nahm seine Äußerung teilweise öffentlich zurück. Bereits 1990 hatte Meisner in der Debatte um die Strafbarkeit des Schwangerschaftsabbruchs (§ 218 StGB) Bemühungen zur Stärkung der Grundrechte schwangerer Frauen mit totalitären Ideologien verglichen: „Nachdem die marxistischen Systeme untergegangen sind, wird der Liberalismus als eine ähnlich schwere Bedrohung des Menschen sichtbar.“ Die Abtreibungspille RU-486 verglich Meisner mit dem im Holocaust verwendeten Zyklon B.
Meisner forderte von der CDU, sie solle wegen ihrer Haltung zur Gesetzgebung bezüglich des Schwangerschaftsabbruchs auf das „C“ in ihrem Parteikürzel verzichten. Er behauptete, sie sei keine christliche Partei mehr.
Meisner entzog David Berger (Lektor der Glaubenskongregation und in Lublin habilitierter Neuthomist) dessen Missio canonica (kirchliche Lehrerlaubnis zur Erteilung von katholischem Religionsunterricht). Er schrieb, sein Vertrauen in Bergers Übereinstimmung von Lehre und Lebensführung mit den moralischen und gesetzlichen Normen der Kirche sei zerstört. Berger hatte sich als homosexuell geoutet und ein Buch mit dem Titel Der heilige Schein veröffentlicht.
Am 16. Januar 2013 wurde berichtet, eine offenbar vergewaltigte Frau sei in zwei von den katholischen Cellitinnen zur Hl. Maria betriebenen Krankenhäusern abgewiesen und nicht behandelt worden, weil sich die Ärzte nicht in der Lage sahen, dabei auch über die „Pille danach“ aufzuklären, die in katholischen Krankenhäusern nicht verschrieben werden darf. Kardinal Meisner entschuldigte sich am 22. Januar bei dem Opfer, sprach sich aber gleichwohl gegen die Pille danach aus und sagte, die katholische Kirche vertrete eine Position des absoluten Lebensschutzes.
Ende Januar revidierte er seine vorige Position:

„Wenn nach einer Vergewaltigung ein Präparat, dessen Wirkprinzip die Verhinderung einer Zeugung ist, mit der Absicht eingesetzt wird, die Befruchtung zu verhindern, dann ist dies aus meiner Sicht vertretbar.“

Im Unterschied zum Einsatz einer auf diese Weise die Befruchtung einer Eizelle verhindernden Pille bleibe die Gabe eines Mittels zur Verhinderung der Nidation katholischerseits nach wie vor als Abtreibung verboten.

#### Vertuschung sexuellen Missbrauchs
Nach Meisners Tod wurden im Dezember 2020 Vorwürfe erhoben, Meisner und sein Generalvikar Dominikus Schwaderlapp hätten an der Vertuschung mehrerer Fälle sexuellen Missbrauchs im Erzbistum Köln mitgewirkt. Eine Untersuchung der Vorgänge wurde angekündigt.
In einer im März 2021 publizierten unabhängigen Untersuchung der Kanzlei Gercke/Wollschläger zum Umgang mit sexualisierter Gewalt im Erzbistum Köln in der Zeit von 1975 bis 2018, die vom Erzbistum Köln in Auftrag gegeben worden war, wurde Meisner schwer belastet. In seiner Amtszeit als Erzbischof zwischen 1989 und 2013 gingen 154 Verdachtsmeldungen beim Erzbistum ein. Insgesamt nennt das Gutachten 23 Pflichtverletzungen Meisners in Zusammenhang mit Missbrauch, bezogen auf 15 verschiedene Aktenvorgänge. Insbesondere handelte es sich um Verstöße gegen Aufklärungs- und Meldepflicht, aber auch gegen Sanktionierungspflicht, Verhinderungspflicht und Opferfürsorge. Dies stelle etwa ein Drittel aller im Gutachten für die Zeit zwischen 1975 und 2018 ermittelten Pflichtverletzungen dar. Zudem lässt das Gutachten Rückschlüsse darauf zu, dass Meisner im Hinblick auf sexuellen Missbrauch öffentlich die Unwahrheit sagte. Während Meisner 2010, als die Missbrauchsfälle öffentlich bekannt wurden, betonte, dass er „nichts geahnt“ habe, legt das Gutachten dar, dass Meisner einen eigenen Ordner mit Titel „Brüder im Nebel“ geführt habe, „in dem er geheimhaltungsbedürftige Unterlagen aufbewahrt“ habe. Die an der Erstellung des Gutachtens beteiligte Juristin Kerstin Stirner erklärte zudem, dass Meisner bereits vor 2010 von Missbrauchsfällen wusste. Es habe zwar zeitweise eine unklare Rechtslage, u. a. hinsichtlich der Meldepflicht an die Glaubenskongregation in Rom, bestanden, und es habe keine Stelle gegeben, die verlässlich Rechtsauskunft in einschlägigen kirchenrechtlichen Fragen erteilt hätte. Nach Einschätzung der Gutachter hätte Meisner als Erzbischof die Möglichkeit und die Pflicht gehabt, Strukturen zu schaffen, die Rechtsklarheit und Normkenntnis hätten herstellen oder zumindest fördern können, so dass von einem „Organisationsverschulden“ gesprochen werden könne.
Meisners Nachfolger Rainer Maria Woelki erklärte nach Veröffentlichung des Gutachtens, die Entschuldigung, „man habe ja nichts geahnt“, könne jetzt von niemandem mehr gesagt werden, und kritisierte damit die Aussage Meisners, er habe von all dem nichts geahnt.
Joachim Kardinal Meisner hatte am 5. April 2003 die Predigt beim Begräbnis des Wiener Erzbischofs Hans Hermann Kardinal Groër gehalten; Groër war 1995 nach Vorwürfen des sexuellen Missbrauchs von Jugendlichen, welche die Zeit als Seminarlehrer im Knabenseminar Hollabrunn betrafen, als Erzbischof zurückgetreten. Meisner beschrieb in seiner Predigt Groër als jemanden, dem es „beschieden [war], dem Herrn auf dem Kreuzweg zu folgen. Er war ganz eingetaucht in das bittere Leiden Jesu“; die Aufdeckung der sexuellen Straftaten hätten Groër „tief verwundet, ja stigmatisiert“. Der Journalist Heribert Prantl kritisierte diese Grabrede in einem Artikel der Süddeutschen Zeitung am 21. März 2021 und wies darauf hin, dass Meisner hier Opfer und Täter vertauscht habe; der Vergleich der „Verwundung“ des Kinderschänders Groër mit den Wundmalen (Stigmata) Jesu sei eine blasphemische Verklärung der Geschehnisse.

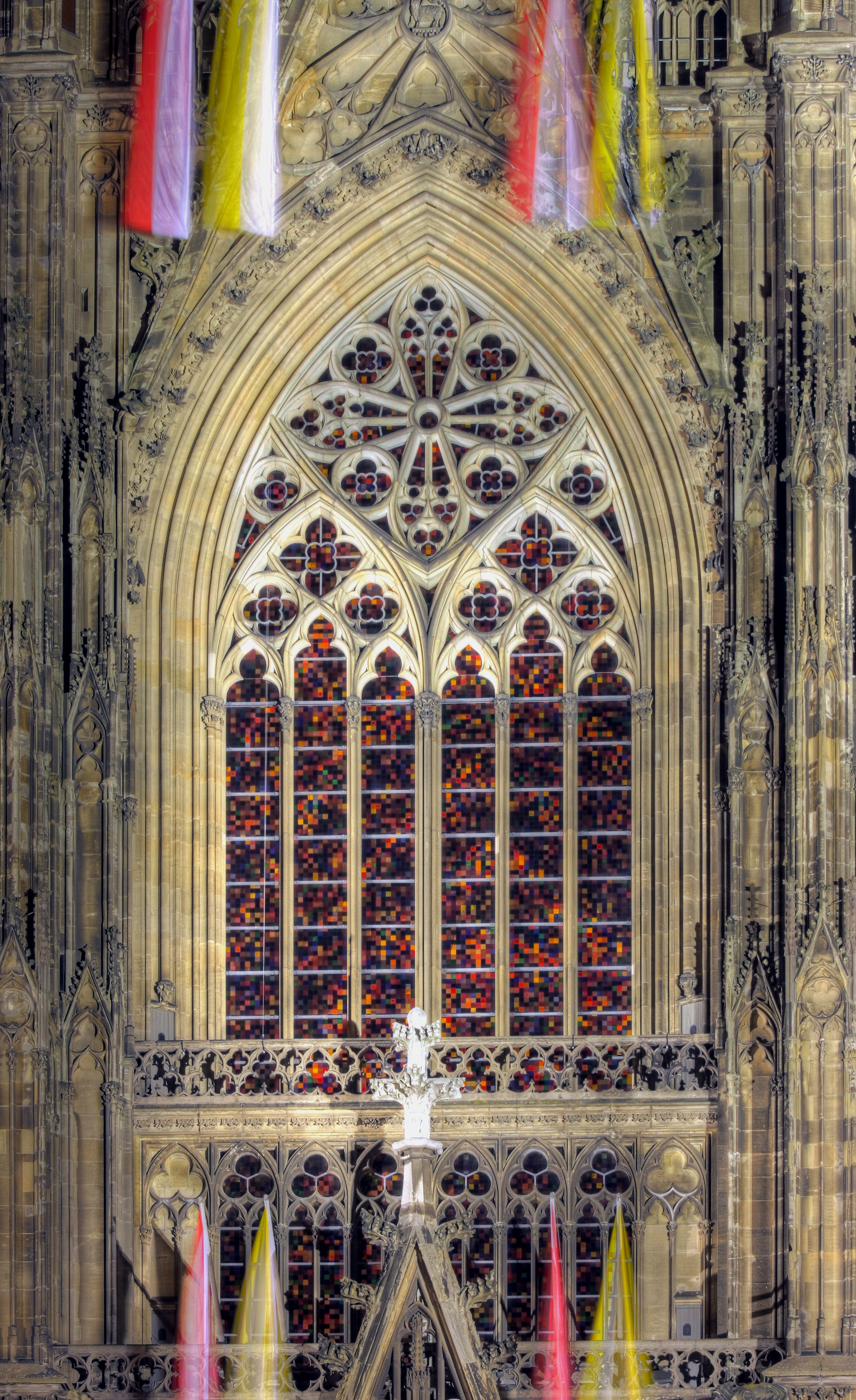
Das „Richter-Fenster“ im Kölner Dom

#### Kult und Kultur

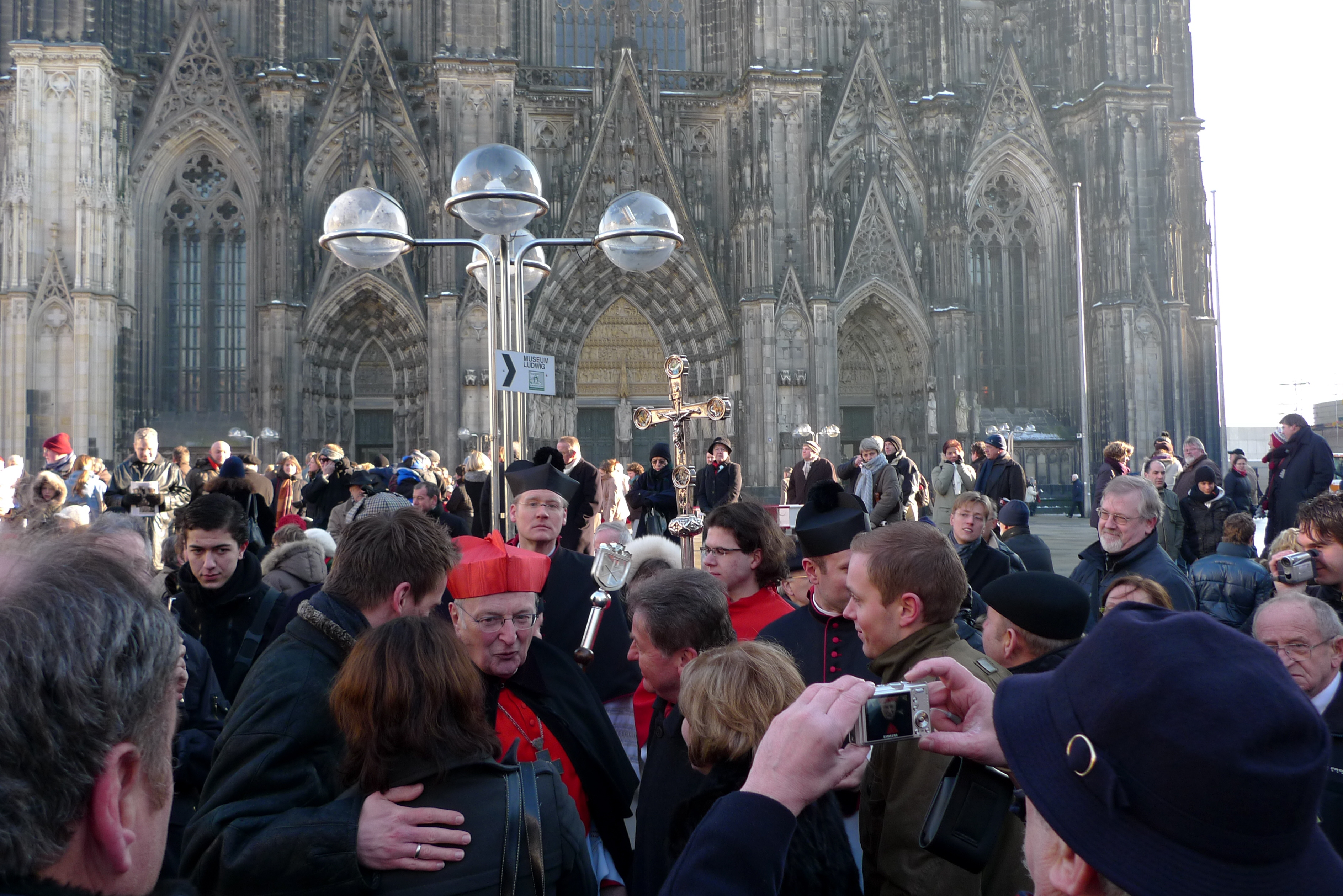
Kardinal Meisner (mit rotem Birett) am Roncalliplatz nach der Feier eines Pontifikalhochamtes im Kölner Dom aus Anlass seines 75. Geburtstags

Im September 2007 erklärte Meisner bei einer Ansprache zur Eröffnung des Neubaus des Erzbischöflichen Diözesanmuseums, dass er die Kultur an die Gottesverehrung gebunden sehe:

„Vergessen wir nicht, dass es einen unaufgebbaren Zusammenhang zwischen Kultur und Kult gibt. Dort, wo die Kultur vom Kultus, von der Gottesverehrung abgekoppelt wird, erstarrt der Kultus im Ritualismus, und die Kultur entartet. Sie verliert ihre Mitte.“

Dieser Satz wurde wegen der begrifflichen Nähe zum nationalsozialistischen Idiom der „Entarteten Kunst“, aber auch wegen der inhaltlichen Aussage durch Parteien, Medien und das Zentralkomitee der deutschen Katholiken kritisiert. Das Erzbistum Köln wies die Kritik zurück. Der Tagesanzeiger sowie der Zentralrat der Juden nannte ihn einen „notorischen geistigen Brandstifter“.
Kurz zuvor hatte Meisner Aufsehen erregt, als er das vom Hohen Metropolitan-, Kathedral- und Domkapitel zu Köln in Auftrag gegebene, von dem Künstler Gerhard Richter abstrakt gestaltete, am 25. August 2007 eingeweihte neue Südquerhausfenster des Kölner Doms missbilligte. Dieses spiegele nicht deutlich den katholisch-christlichen Glauben wider. „Das Fenster passt nicht in den Dom. Es passt eher in eine Moschee oder ein Gebetshaus“, befand der Erzbischof.

#### Vergleich Richard Dawkins’ mit Nationalsozialisten
Meisner zog in seiner Allerheiligenpredigt 2009 Parallelen zwischen der Auffassung des Biologen und Atheisten Richard Dawkins und der Nationalsozialisten, indem er sagte: 

„Ähnlich wie einst die Nationalsozialisten im einzelnen Menschen primär nur den Träger des Erbgutes seiner Rasse sahen, definiert auch der Vorreiter der neuen Gottlosen, der Engländer Richard Dawkins, den Menschen als ‚Verpackung der allein wichtigen Gene‘, deren Erhaltung der vorrangige Zweck unseres Daseins sei.“

#### Opus Dei
Joachim Meisner galt als Unterstützer des Opus Dei. Laut einer Predigt Meisners vom 19. Januar 2002 ist der Dom in Köln „fast eine Escrivá-Gedenkstätte“. Er fügte wörtlich hinzu:

„[ ] ich bin meinen Vorgängern, Joseph Kardinal Frings und Joseph Kardinal Höffner, von Herzen dankbar, dass sie die damals hier ausgestreute Saat dann auch in unsere Erzdiözese Köln eingebracht haben, indem das Opus Dei, das Werk Escrivás, bei uns Fuß fassen konnte. Seine Gefährten und Gefährtinnen sind aus dem Leben und Wirken unserer Erzdiözese und unseres Vaterlandes heute nicht mehr wegzudenken.“

Presseberichten zufolge förderte Meisner die Stellung des Opus Dei in seinem Kölner Umfeld auch aktiv durch seine Personalpolitik. So habe er im Spätherbst 2006 zusammen mit seinem damaligen Generalvikar Dominik Schwaderlapp die Ablösung des langjährigen Pressesprechers des Erzbistums, Manfred Becker-Huberti, durch den Journalisten Stephan Georg Schmidt (1962–2013) forciert, der Mitglied des Opus Dei war. Der neue Pressesprecher wurde zugleich Chefredakteur der Kölner Kirchenzeitung. Meisner begegnete der auch kirchenintern geäußerten Kritik an dieser Doppelbesetzung mit der Aussage, das Erzbistum erwarte sich davon „Synergieeffekte“ für die Presse- und Öffentlichkeitsarbeit. Im Frühjahr 2010 gab Schmidt seine Ämter kurz nacheinander auf; sein Nachfolger als Leiter der Pressestelle wurde der frühere stellvertretende Pressesprecher Christoph Heckeley, der damals nicht als dem Opus Dei nahestehend galt.

### Wirken außerhalb des Erzbistums Köln
Joachim Meisner war seit 1989 bis zu seiner Emeritierung im Jahr 2014 fast 25 Jahre lang Vorsitzender der Liturgiekommission der Deutschen Bischofskonferenz.
Kardinal Meisner nahm an mehreren Synoden im Vatikan teil, die Papst Johannes Paul II. einberief. Bei der Synode von 1999 war er Präsident der europäischen Delegation. Darüber hinaus reiste er 2005 zum fünfzigsten Jahrestag der Gründung des Bistums Helsinki nach Finnland.
Die Kardinal-Meisner-Stiftung für Ost- und Südeuropa, gegründet 2013, soll die Priesterausbildung in Ost- und Südeuropa unterstützen.

### Innerkirchliche Konflikte

#### Als Erzbischof von Köln
Im Jahr 2013 untersagte Meisner dem Diözesanpriester und Sachbuchautor Hermann-Josef Frisch nach dessen Konflikt mit Kritikern im Pfarrverband Overath, dort seine Tätigkeit als Pfarrer nach einem im September 2012 begonnenen Sabbatjahr wieder aufzunehmen. Frisch ging daraufhin im September 2013 in den Ruhestand, nachdem er eine Versetzung an eine Stelle außerhalb Overaths abgelehnt hatte.

#### Zum päpstlichen SchreibenAmoris laetitia
Mitte September 2016 wandte sich Kardinal Meisner zusammen mit den Kardinälen Carlo Caffarra, Walter Brandmüller und Raymond Leo Burke in dem Schreiben Klarheit suchen: eine Bitte, die Knoten in ‚Amoris Laetitia‘ zu lösen an Papst Franziskus und die Glaubenskongregation mit fünf „Zweifeln“ (dubia) und dem Wunsch nach Klarstellungen zum päpstlichen Schreiben Amoris laetitia. Das erste dieser Dubia befasste sich mit der Frage, ob es durch Amoris Laetitia erlaubt sei, einen zivil Geschiedenen zum Empfang der heiligen Kommunion zuzulassen, obwohl die Ehe in den Augen der Kirche noch fortbestehe. Am 14. November 2016 machten die Kardinäle den Brief öffentlich, da der Papst nicht geantwortet habe, was als Einladung zum Diskurs verstanden worden sei. Ende November 2016 erhob der Dekan der Römischen Rota, Pio Vito Pinto, daher Vorwürfe gegen die vier Kardinäle, die „einen schwerwiegenden Skandal erregt“ hätten.

## Mitgliedschaften

### Römische Kurie
- Kongregation für den Gottesdienst und die Sakramentenordnung (1983[68]–2013)
- Kongregation für die Bischöfe (1995[69]–2013)
- Kongregation für den Klerus (1991[70]–2013)
- Kongregation für das Katholische Bildungswesen (1983[71]–1993)
- Päpstlicher Rat für die Gesetzestexte (2002[72]–2013)
- Päpstlicher Rat für den Interreligiösen Dialog (1990[73]–2000)
- Päpstlicher Rat für die Kultur (1993[74]–1998)
- Päpstliche Kommission «Iustitia et Pax» (1984[75]–1988)
- Päpstliches Sekretariat für die Nichtglaubenden (1983[76]–1993)
- Präfektur für die ökonomischen Angelegenheiten des Heiligen Stuhls (1991[77]–2013)
- Kardinalsrat zur Untersuchung der organisatorischen und wirtschaftlichen Angelegenheiten des Heiligen Stuhles und des Staates der Vatikanstadt (bis 2013)

### Deutsche Bischofskonferenz
- Ständiger Rat (bis 28. Februar 2014)
- Liturgiekommission (bis 28. Februar 2014)
- Kommission Weltkirche (bis 28. Februar 2014)

### Sonstige
- Vorsitzender des Deutschen Vereins vom Heiligen Lande (1989–2014)
- Vorsitzender des Trägerkreises der Solidaritätsaktion Renovabis[78]

## Ehrungen und Auszeichnungen

### Ehrendoktorwürden
- 1996 Universität Breslau
- 2005 Katholische Universität Lublin[79]
- 2011 Katholische Universität Ružomberok (Rosenberg)[80]

### Ehrenbürgerschaften
- 2000 Trzebnica (dt. Trebnitz, Polen)
- 2006 Levoča (dt. Leutschau, Slowakei)

### Auszeichnungen
- 1990: Ritterschlag zum Ritter vom Heiligen Grab
- 1990: Ehrenritter des Deutschen Ordens
- 1992: Großes Goldenes Ehrenzeichen der Republik Österreich
- 1998: Orden des Weißen Löwen III. Klasse der Tschechischen Republik
- 1998: Ehrenplakette des Bundes der Vertriebenen
- 2003: Großes Verdienstkreuz der Bundesrepublik Deutschland mit Stern und Schulterband
- 2014: Großkreuz des Verdienstordens der Republik Polen

### Ehrungen
- Seit 2014 trägt ein Platz in der Gemeinde Hundeshagen im thüringischen Landkreis Eichsfeld den Namen „Kardinal-Meisner-Platz“. Die Bürger von Hundeshagen hatten, wie zu Zeiten der DDR in den Dörfern des Eichsfelds üblich, dem jungen Theologiestudenten sein Studium mitfinanziert. Meisner ist Hundeshagen und dem Eichsfeld immer eng verbunden geblieben.[81]

## Veröffentlichungen
- Zeugen durch die Zeiten. Zum 70. Todestag des seligen Berliner Dompropstes Bernhard Lichtenberg. In: Barbara Stühlmeyer, Ludger Stühlmeyer: Bernhard Lichtenberg. Ich werde meinem Gewissen folgen. Topos plus Verlagsgemeinschaft, Kevelaer 2013, ISBN 978-3-8367-0835-7, S. 75–82.
- Er war mein Freund. Ein Zeugnis aus der Nähe. Pattloch-Verlag, 2007, ISBN 978-3-629-02156-4.
- Edith Stein – Teresia Benedicta a Cruce. Jüdische Christin und christliche Jüdin. Butzon & Bercker, 2006, ISBN 3-7666-0877-0 (als Herausgeber)
- Froh in der Gnade Gottes. Bachem, 2005, ISBN 3-7616-1946-4.
- Geborgen in Gott. Tag- und Nachtgebete. 6. Aufl., Adamas-Verlag, Köln 2005, ISBN 3-937626-02-6.
- Mit dem Herzen sehen. Chancen und Auftrag der Kirche zu Beginn des dritten Jahrtausends. MM Verlag, Aachen 2000, ISBN 3-928272-12-8.
- Von nun an preisen mich selig alle Geschlechter. Butzon & Bercker, 1999, ISBN 3-7666-0202-0.
- Die heilige Messe. Pattloch-Verlag, Augsburg 1997, ISBN 3-629-00111-4 (zus. mit Hans-Günther Kaufmann).
- Spuren Gottes auf unseren Wegen. Der Alltag als Begegnungsfeld des Menschen mit Gott. Morus-Verlag, Hildesheim/Berlin 1998, ISBN 3-87554-263-0.
- Wider die Entsinnlichung des Glaubens. Gedanken zur Re-Evangelisierung Europas. 2. Aufl., Styria, Graz 1991, ISBN 3-222-11965-1.
- Unsere Hoffnung stärke euch. Styria Pichler, Graz 1989, ISBN 3-7990-5550-9.
- Sein, wie Gott uns gemeint hat! Betrachtungen zu Maria. Bernward-Verlag, Berlin/Hildesheim 1988, ISBN 3-87065-452-X.
- Nachreformatorische katholische Frömmigkeitsformen in Erfurt (= Erfurter theologische Studien, Bd. 26), Leipzig 1971.
- Das Auditorium Coelicum am Dom zu Erfurt. Ein Beitrag zur Universitätsgeschichte Erfurts (= Erfurter theologische Schriften, Bd. 6), St. Benno-Verlag, Leipzig 1962.